# عدم الإعادة القسرية
عدم الإعادة القسرية هو أحد مبادئ القانون الدولي، أي القانون العرفي ومعاهدات قانون الأمم الذي يمنع تقديم ضحية اضطهاد حقيقية إلى المضطهد؛ يشار عمومًا للمضطهد بممثل الولاية (الدولة/الحكومة).
عدم الإعادة القسرية هو أحد الجوانب الرئيسية لقانون اللاجئين، والذي يهتم بحماية اللاجئين من إعادتهم إلى الأماكن التي تهدد حياتهم أو حرياتهم. وعلى العكس من اللجوء السياسي، الذي ينطبق على أولئك ذوي الخوف المبرر من الاضطهاد اعتمادًا على عضوية في جماعة اجتماعية أو فئة من الأشخاص، يشير عدم الإعادة القسرية إلى إعادة عامة للأشخاص، عمومًا اللاجئين في مناطق الحرب ومناطق الكوارث الأخرى.
من المثير للجدل ما إذا كان عدم الإعادة القسرية يمثل إحدى القواعد الآمرة (قاعدة آمرة) للقانون الدولي التي تمنع طرد أي لاجئ من منطقة، عادة وطنه، حيث قد يتعرض الشخص فيها للاضطهاد ثانية.

## معلومات تاريخية
لقد تم حفظ مبدأ «الإعادة القسرية» رسميًا في الاتفاقية المتعلقة بوضع اللاجئين عام 1951 وتم تضمينها أيضًا في بروتوكول عام 1967 والمادة 3 من اتفاقية مناهضة التعذيب عام 1984.
لقد نشأ مبدأ عدم الإعادة القسرية من الذاكرة الجماعية الدولية لفشل الدول أثناء الحرب العالمية الثانية في توفير ملاذ آمن للاجئين الفارين من الإبادة الجماعية على يد نظام النازية. واليوم يحمي مبدأ عدم الإعادة القسرية ظاهريًا اللاجئين المعترف بهم وطالبي اللجوء من طردهم من الدول الموقعة على اتفاقية عام 1951 أو بروتوكول عام 1967. ولكن لم يمنع هذا بعض الدول الموقعة من محاذاة مبدأ القانون الدولي وإعادة اللاجئين حسني النية أو طردهم إلى أيدي المضطهد المحتمل.
لقد ادعي أن إجراءات تنزانيا خلال الإبادة الجماعية في رواندا عام 1994 قد انتهكت مبدأ عدم الإعادة القسرية. فخلال ذروة الأزمة عندما ارتفعت تدفقات اللاجئين إلى مستوى من «نزوح جماعي»، أغلقت الحكومة التنزانية حدودها أمام مجموعة من أكثر من 50000 لاجئ رواندي الذين كانوا يفرون من عنف الإبادة الجماعية. وفي عام 1996، قبل وصول رواندا لمستوى مناسب من الاستقرار، تمت إعادة 500000 لاجئ إلى رواندا من زائير.
كان تفسير المادة 33 يمثل إحدى الأمور الخلافية للقانون والتي كانت مثار جدل ساخن داخل دوائر التوقيع. كان منع اللاجئين المحتملين الناقلين السفن في أعالي البحار ممارسة شائعة من قبل حكومة الولايات المتحدة على وجه الخصوص، مما زاد الاستفسار إذا ما كانت المادة 33 تتطلب أن يكون اللاجئ داخل دولة أو ببساطة تحت سلطة دولة تحث على الحق ضدالإعادة القسرية.
منذ عام 1951، وقعت 140 دولة على الاتفاقية، التي تعترف رسميًا بالمبدأ الملزم لعدم الإعادة القسرية المذكورة فيها.